# Hylaeus rufipedoides
Hylaeus rufipedoides är en biart som först beskrevs av Embrik Strand 1911.  Hylaeus rufipedoides ingår i släktet citronbin, och familjen korttungebin. Inga underarter finns listade i Catalogue of Life.